# حلزون صدف‌دار

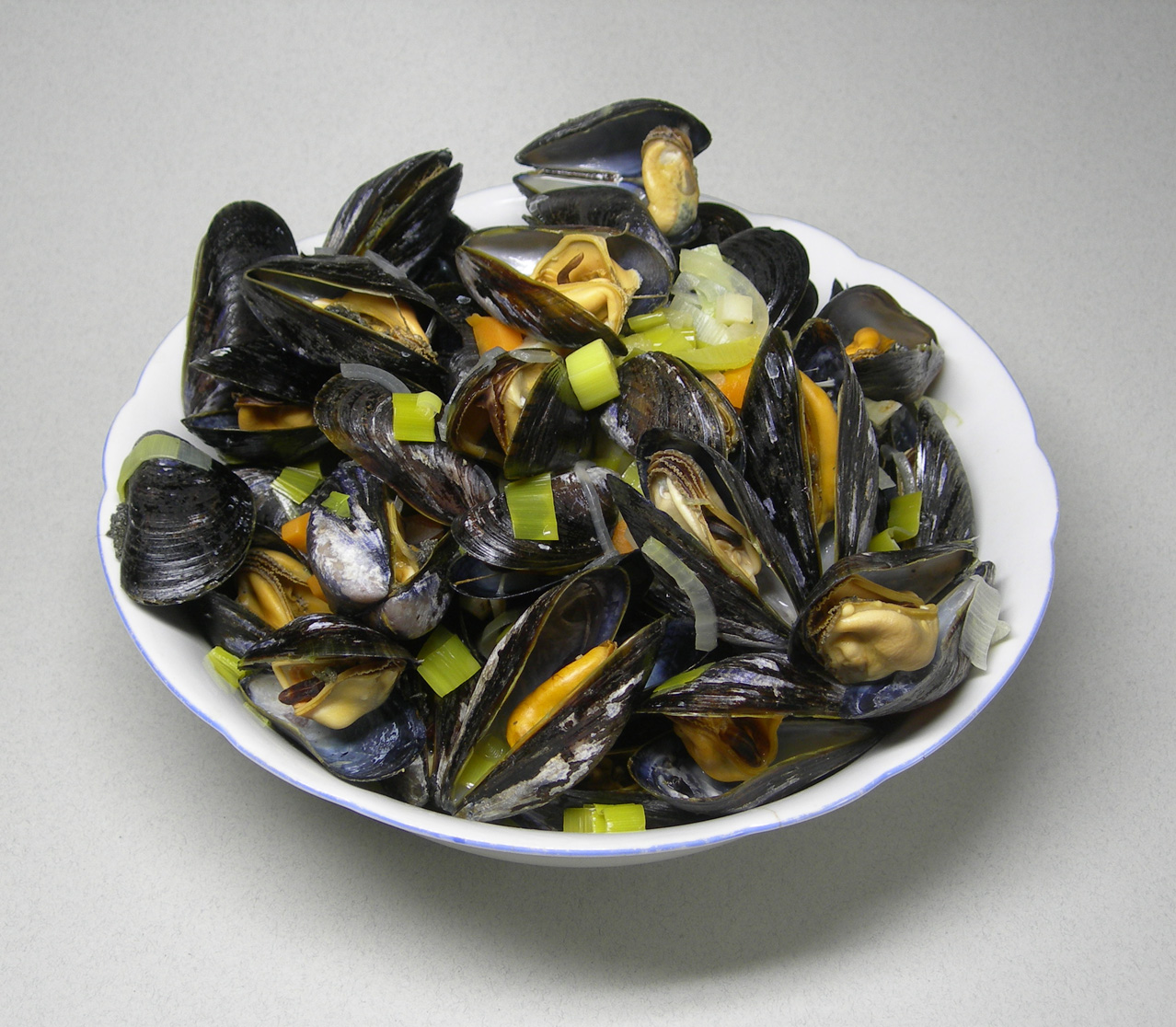
صدف سیاه پخته

آبزیان صدف‌دار (به انگلیسی: shellfish) عبارتی برای توصیف کلی آبزیان دارای پوشش صدفی و یا محافظ سخت است، که در تزئین غذا و شیلات برای اشاره به استخوان‌بندی بیرونی بی‌مهرگان آبزی که به عنوان خوراک استفاده می‌شوند، کاربرد دارد. از جملهٔ این بی‌مهرگان می‌توان به نرم‌تنان، سخت‌پوستان و خارپوستان اشاره کرد. با اینکه بیشتر حلزون‌های صدف‌دار از آب‌های شور صید می‌شوند اما هستند مواردی که در آب‌های شیرین پیدا می‌شوند.
نام آبزیان صدف‌دار لزوماً برای اشاره به گونه‌ای ماهی نیست بلکه برخی جانورانی که در آب زندگی می‌کنند را پوشش می‌دهد. بسیاری از گونه‌های حلزون‌های صدف‌دار به ویژه سخت‌پوستان به خانوادهٔ حشرات و عنکبوتیان نزدیک ترند.
از جمله نرم تنانی نام آشنایی که به عنوان خوراک برای انسان کاربرد دارند می‌توان به بسیاری از گونه‌های صدف دوکفه‌ای، صدف سیاه، صدف چروک، صدف پیرابند معمولی و اسکالوپ اشاره کرد. همچنین بیشتر سخت‌پوستانی که بیشتر توسط انسان خورده می‌شوند عبارتند از: میگو، شاه‌میگو، خارچنگ و خرچنگ. خارپوستان برخلاف سخت پوستان و نرم‌تنان کمتر برای خوراک شکار می‌شوند با این حال توتیای دریایی اشپل در بسیاری بخش‌های جهان به عنوان خوراک مصرف می‌شود.
خوراک بیشتر حلزون‌های صدف‌دار را فیتوپلانکتون و زئوپلانکتون تشکیل می‌دهد.
حلزون صدف‌دار بیشترین میزان حساسیت غذایی را برای افراد ایجاد می‌کند.